# Oportunistička infekcija
Oportunistička infekcija (lat. - opportunitas) je infekcija uzrokovana patogenima koji obično ne uzrokuju bolesti, ako je imunski sistem zdrav. Ugroženi imunski sistem, dakle, predstavlja pogodnu priliku za infekciju datim patogenom. 

## Uzroci
Više faktora može uzrokovati imunodeficijenciju, tj. smanjenje imuniteta:
- Neuhranjenost
- Česte infekcije
- Lekovi za smanjenje imuniteta koji se daju pacijentima kojd kojih je izvršena transplantacija organa
- Hemoterapija kod obolelih od raka
- SIDA ili HIV infekcije
- Genetske predispozicije
- Oboljenja i oštećenja kože
- Lečenje antibioticima
- Medicinski zahvati
- Trudnoća

Nedostatak ili disrupcija normalne vaginalne flore omogućava proliferaciju oportunističkih mikroorganizama, što može da dovede do oportunističkih infekcija - bakterijske vaginoze.

## Vrste infekcija
Između ostalih, to su:
- Pneumocystis pneumonia ili PCP, (napada pluća, i limfne čvorove, slezenu, jetru ili koštanu srž)
- Candida albicans
- Staphylococcus aureus
- Streptococcus pyogenes
- Pseudomonas aeruginosa
- Poliomavirus, virus koji uzrokuje progresivnu multifokalnu leukoencefalopatiju.
- Acinetobacter baumanni
- Toxoplasma gondii
- Cytomegalovirus
- Aspergillus
- Kapošijev sarkom

## Tretman
Tretman zavisi od vrste oportunističke infekcije, obično uz upotrebu različitih antibiotika.

## Tretman u veterinarstvu
Oportunističke infekcije uzrokovane virusom pseće leukemije i virusom pseće imunodeficijencije tzv. retrovirusne infekcije se leče imunološkim modulatorom T-limfocitnih ćelija.